# Vařené vejce

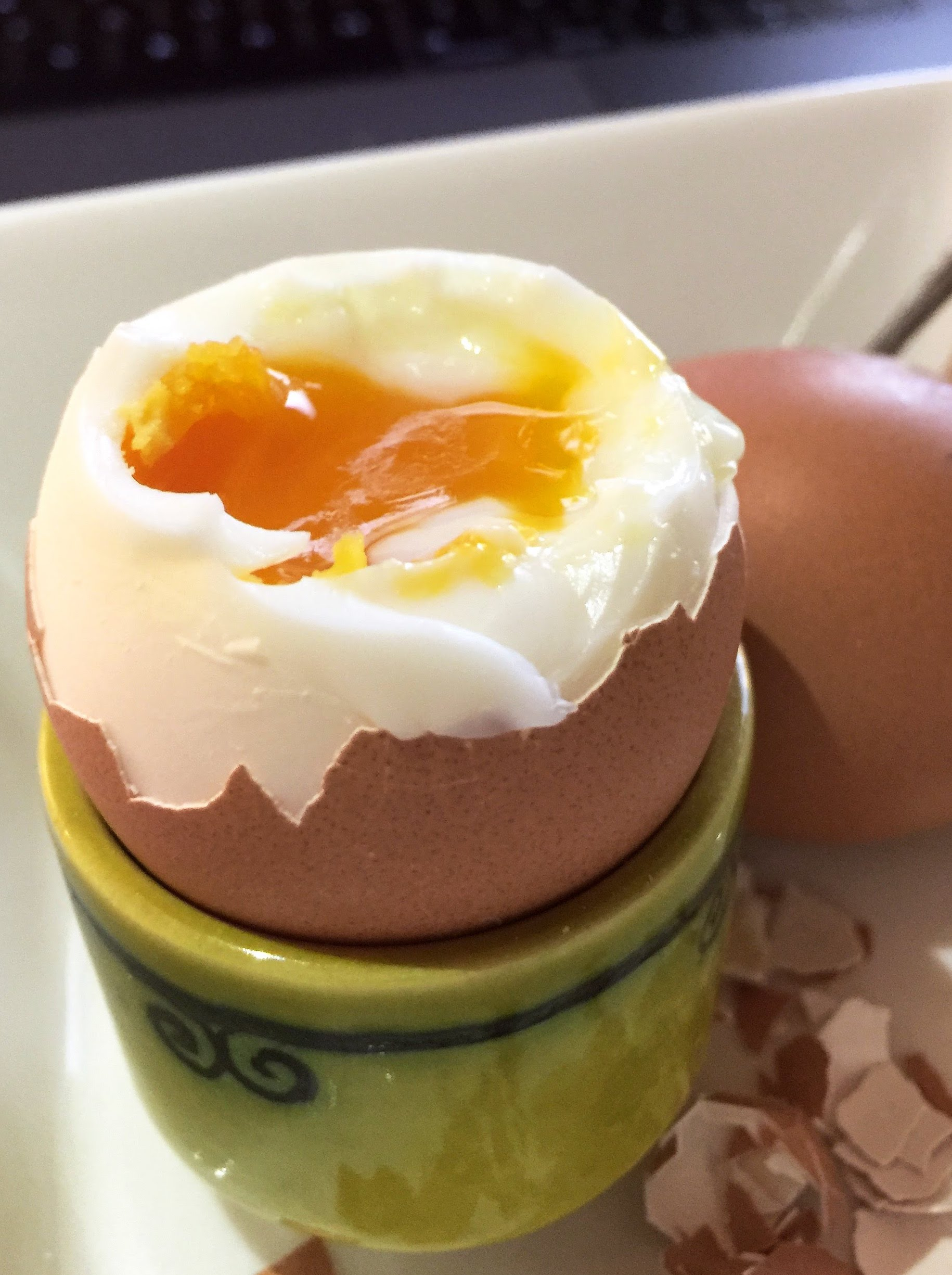
Vejce naměkko

Vařená vejce jsou vejce, která se připravují vařením bez porušení skořápky. Obvykle se používají vejce slepičí, ale lze použít i jiná. Při vaření se vejce obvykle ponořuje do vroucí vody. Vejce natvrdo se vaří tak dlouhou, až bílek i žloutek ztuhnou, zatímco v případě vajec naměkko zůstává žloutek tekutý. V některých případech zůstává částečně tekutý i bílek. Vařená vejce jsou součástí snídaní i dalších pokrmů v mnoha kuchyních po celém světě. Kromě ponoření vejce do vroucí vody existuje několik různých způsobů přípravy vařených vajec. Vejce se dají vařit i pod bodem varu nebo je lze připravit i v páře.

## Historie
Vejce se jako zdroj potravy používají již velmi dlouho. Jejich využití jako potraviny souvisí s domestikací kura domácího. Recepty na vařená vejce jsou i v první dochované kuchařce De re coquinaria, ve které minimálně jeden recept požaduje použití konzervovaných vařených vajec. Alexander Pope jako způsob vaření vajec doporučoval jejich vaření na žhavém uhlí nebo v popelu otevřeného ohně.

## Vědecké pozadí
Proces vaření vajec způsobuje, že bílkoviny ve žloutku a bílku denaturují, což má za následek ztuhnutí bílku i žloutku. Koagulace (denaturace) bílkovin vaječného bílku začíná v teplotním rozsahu 55–60 °C, u žloutku pak při teplotě 65 °C a tuhnou při 70 °C. Proto vaječný žloutek nikdy neztuhne dříve než bílek. Tento proces lze zvrátit přerušením vazeb mezi proteiny, což bylo prokázáno použitím tetrahydridoboritanu sodného či vitamínu C.

## Varianty

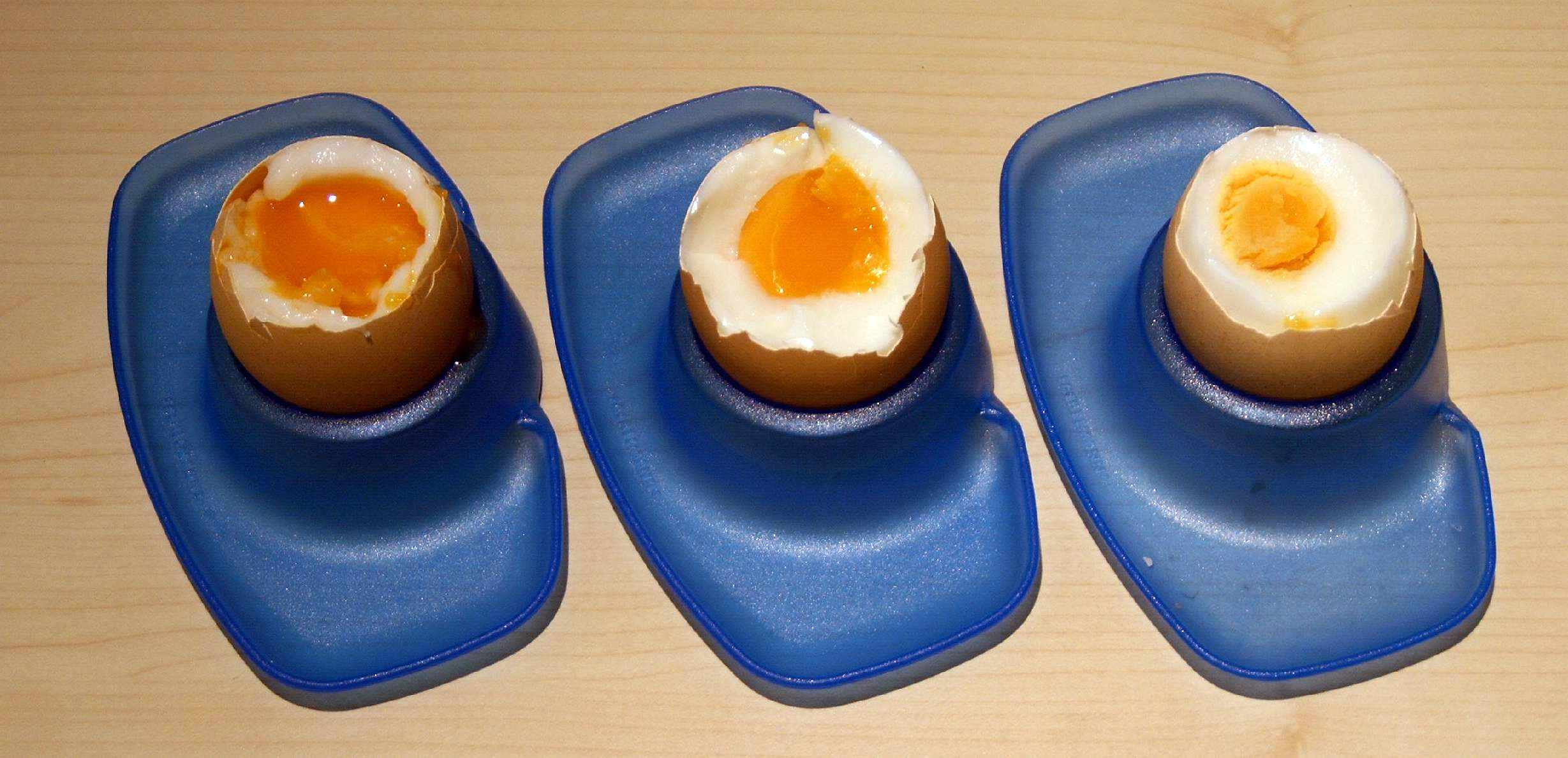
Vejce vařené 4 minuty (vlevo), 7 minut (uprostřed) a 9 minut (vpravo)

Existují rozdíly jak ve způsobu přípravy vajec, tak v míře jejich uvaření.

### Vejce natvrdo
Vejce natvrdo se vaří dostatečně dlouho, aby žloutek ztuhnul (přibližně 10 minut). Mohou se jíst teplá i studená. Vejce natvrdo jsou základem mnoha jídel, jako je vaječný salát, salát cobb, skotská vejce nebo vejce mimóza.

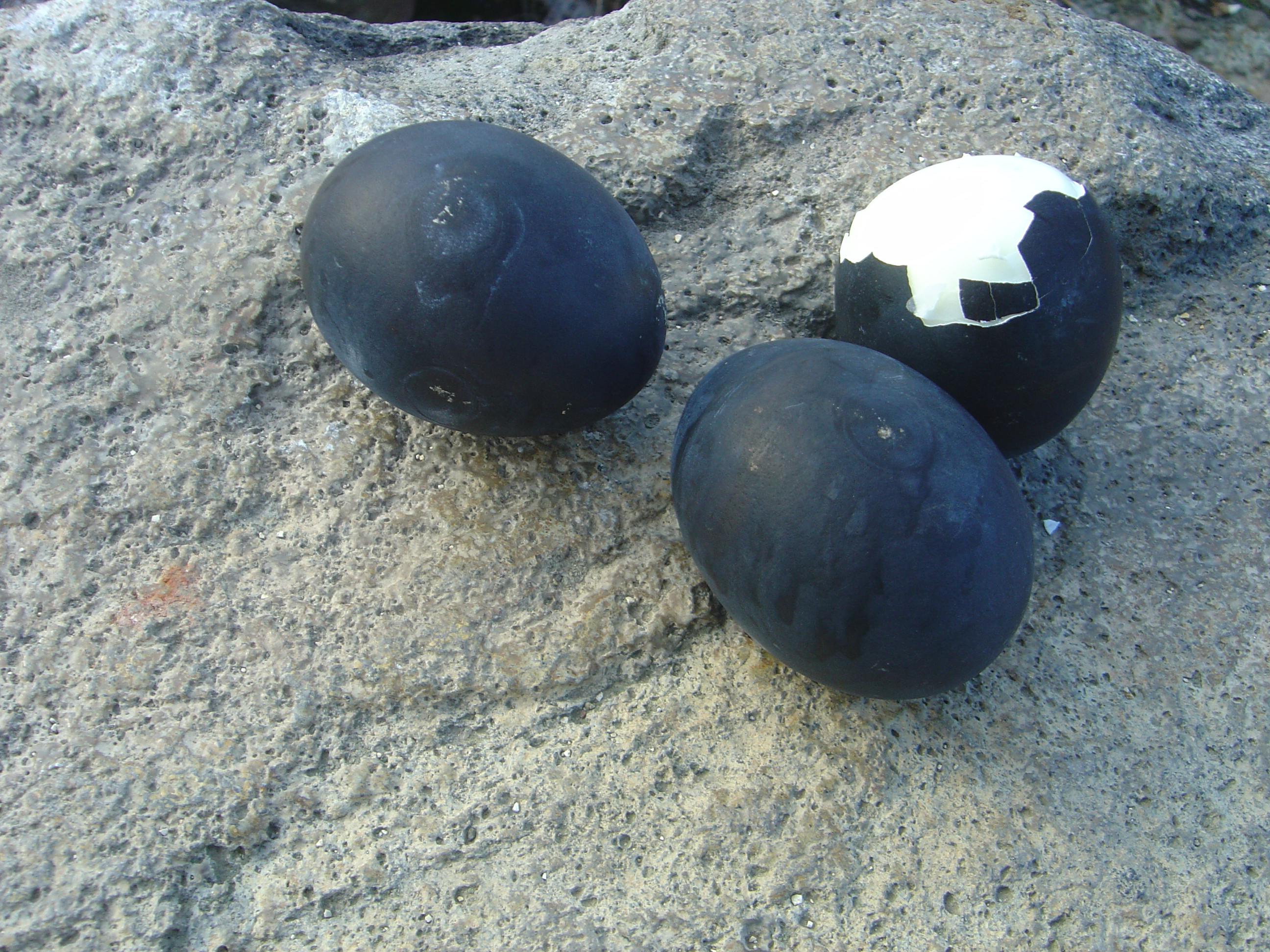
Kuro-tamago, typ natvrdo uvařených vajec, která se lokálně připravují v Ōwakudani v prefektuře Kanagawa. Vejce se vaří ve vodě bohaté na minerály z horkých pramenů, což vede k tomu, že skořápky získávají charakteristickou černou barvu.

Existuje několik technik na uvaření vajec natvrdo. Jednou z metod je přivést vodu k varu a vejce deset minut vařit. Další metodou je přivést vodu k varu, ale poté hrnec sundat z plotny a nechat vejce vařit v postupně chladnoucí vodě. Převaření vajec obvykle vede k tenkému zelenému povlaku sulfidu železnatého na žloutku. Podle literárních zdrojů má tento povlak pouze malý vliv na výslednou chuť vařeného vejce. Tato reakce probíhá rychleji u starších vajec, protože mají zásaditější bílky. Opláchnutí či ponoření vejce do studené vody je běžnou metodou k zastavení procesu vaření, aby se předešlo jejich převaření. V komerčních provozech se zabarvení odstraňuje ponořením oloupaných vajec do lázně s organickou kyselinou.
Vejce uvařená natvrdo doporučuje Ministerstvo pro bezpečnost a kontrolu zemědělských potravin Spojených států spotřebovat do dvou hodin od jejich uvaření, pokud jsou uchovávána při pokojové teplotě, nebo do týdne, pokud jsou neoloupaná uchovávána v chladničce. Natvrdo uvařená neoloupaná vejce komerčně prodávaná jsou nakládaná nebo zapečetěná v atmosféře oxidu uhličitého a dusíku kvůli konzervaci.
Vejce natvrdo se běžně krájí na plátky, zejména pokud jsou použita v sendvičích. Pro tento účel existují speciální kráječe vajec, které usnadňují jejich krájení a výsledkem jsou rovnoměrné plátky. Pro konzistentní velikost plátků v gastronomických provozech se někdy vyrábí tvz. long egg, kdy se ve válcovité formě vaří několik vajec najednou, a to po rozdělení žloutku od bílku. Takováto vejce byla vynalezena dánskou firmou Danæg. Stroj na výrobu long egg byl poprvé zveřejněn v roce 1974.
Haminados, dušená vejce pomalu vařená přes noc, je tradiční sefardský židovský pokrm, který je poprvé doložen ve středověkém Španělsku a stal se součástí izraelské kuchyně, kde se obvykle podávají samotná nebo jako součást guláše chamin a dalších pokrmů podávaných při šabatu.

### Vejce naměkko
Zatímco tradiční časovač na vaření vajec naměkko počítá do 3 minut, jiné návody doporučují dobu vaření v rozmezí od pěti do šesti minut. Šéfkuchař Heston Blumenthal po „neúnavných zkouškách“ publikoval recept na „dokonale vařené vejce“, v němž navrhl uvařit vejce ve vodě, kdy se začíná ve vodě studené a voda nepřekrývá vejce o více než milimetr. Jakmile voda začne bublat, nádoba se sejme z plotýnky. Po šesti minutách jsou vejce hotová. Při délce vaření 7 minut je označováno jako „vejce na hniličku“.
Úřad pro kontrolu potravin a léčiv nedoporučuje konzumaci vajec naměkko lidem, kteří mohou být náchylní k nákaze salmonelózou, jako jsou velmi malé děti, starší lidé a lidé s oslabeným imunitním systémem. Aby se předešlo nebezpečí salmonelózy, lze vejce pasterizovat ve skořápce při 57 °C po dobu 1 hodiny a 15 minut. Vejce pak lze normálně uvařit naměkko.
Vejce naměkko se běžně podávají v kalíšcích na vejce, kde se vršek vejce odřízne nožem, lžící, nástrojem na odstranění špičky skořápky či nůžkami na vajíčka. Poté se vajíčko vydlabe lžičkou na vajíčka. Jinou metodou je rozbití vaječné skořápky jemným poklepáním na horní část skořápky lžící. Vejce uvařená naměkko lze konzumovat s toastem nakrájeným na proužky, které se namáčí do tekutého žloutku. Ve Spojeném království a Austrálii jsou tyto proužky toastu známé jako soldiers.
V jihovýchodní Asii se k snídaně běžně jí varianta vajec naměkko známá jako „napůl vařená vejce“. Hlavní rozdíl je v tom, že se vajíčka nepodávají v kalíšcích, ale jsou rozklepnuta do misky, do které se přidá tmavá nebo světlá sójová omáčka nebo pepř. Vejce se také vaří sedm minut, což má za následek tekutější struktur místo obvyklé želatinové. Běžně se podává s kaya toastem a kopi. Vařená vejce jsou také běžnou přísadou používanou ve filipínské kuchyni, jako je například embutido a kuřecí galantina.
V Japonsku se marinovaná vejce naměkko, známá jako sójová vejce, běžně podávají jako příloha k polévce zvané ramen. Vejce se po uvaření a oloupání obvykle namočí do směsi sójové omáčky, mirinu a vody. Tím získá vejce nahnědlou barvu. Jakmile jsou vejce hotová, obvykle se podávají položená na polévce. Podobná metoda vaření vajec naměkko, která se běžně v Japonsku používá, je metoda vaření vajec v horkém prameni, která se vaří při konstantní teplotě 70 °C. Jedná se o teplotu, jaká je přítomna ve vulkanických horkých pramenech v Japonsku. Tato vejce jsou známa jako onsen tamago.

### Další varianty

#### Propíchnutí skořápky
Podle doporučení Národní rady pro drůbež a vejce, které bylo poprvé zveřejněno v roce 1966, se skořápka vejce před vařením propíchne pomocí propichovače vajec. American Egg Board tento postup nedoporučuje, protože při propíchnutí se mohou do vejce ze skořápky přenést bakterie a také se vytvořit ve skořápce vlasové trhliny, kterými se bakterie mohou dostat do vajíčka. Studie z roku 1975 prokázala zvýšenou míru praskání u propíchnutých vajec ve srovnání s vejci nepropíchnutými.

#### Napařování
Vejce lze vyjmout přímo z lednice a vložit do parního hrnce plného páry.

#### Sous-vide
Vařená vejce lze připravit vařením či šetrným zahříváním ve skořápce metodou sous-vide v horké vodě při stabilní teplotě v rozmezí 60 až 85 °C. Vnější bílek se sráží při 75 °C, zatímco žloutek a zbytek bílku tuhne při teplotě 60 až 65 °C.

#### Slaná vejce
V Číně se také vejce, a to zejména kachní, konzervují balením do soli a dřevěného uhlí nebo do solného roztoku. Tato vejce se pak před konzumací vaří nebo napařují. Tento proces souvisí se stoletými vejci, která jsou konzervována po dlouhou dobu a nejsou vařená. Proces solení nebo moření typicky trvá 20 až 50 dní.

#### Balut

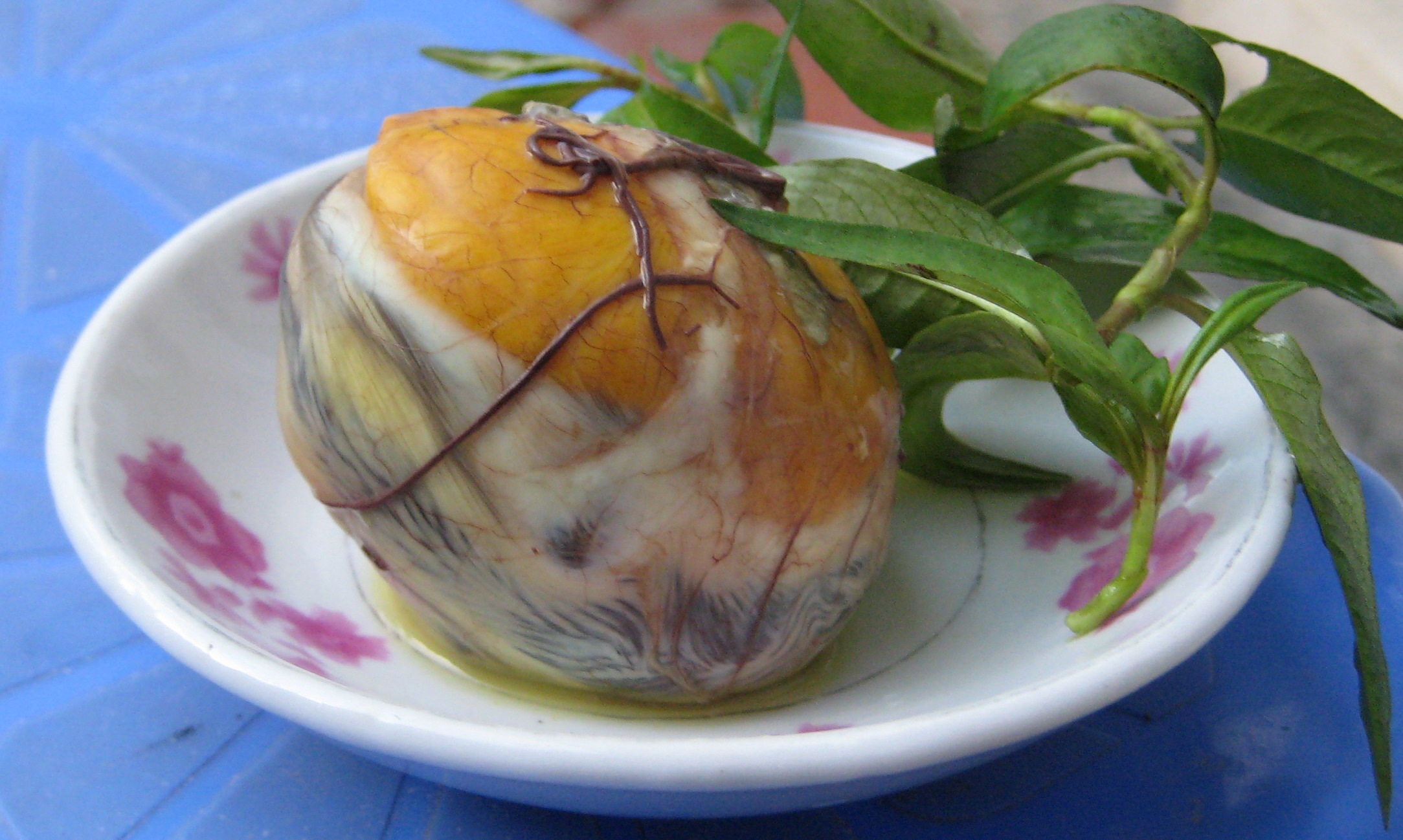
Balut

Vařená nebo dušená kachní vejce, která byla po několik dní inkubována se jedí na Filipínách, Vietnamu, Laosu, Kambodži a v Thajsku. Takováto vejce jsou známa pod názvem balut.

## Loupání vařených vajec
Vařená vejce se mohou značně lišit v tom, jak snadno lze oloupat jejich skořápku. Obecně platí, že čím čerstvější vejce před varem, tím obtížněji lze čistě oddělit skořápku od bílku. Jak čerstvé vejce stárne, postupně ztrácí vlhkost i oxid uhličitý prostřednictvím pórů ve skořápce. V důsledku toho se obsah vejce scvrkne, ztratí bílkoviny a pH bílku se stane zásaditější. Albumin s vyšším pH se méně pravděpodobně přilepí na skořápku vajec, zatímco ve vejcích, která ztratila značné množství vlhkosti, se vytvoří vzduchové kapsy, což také usnadňuje loupání vajec.
Udržování vařených vajec namočených ve vodě pomáhá udržovat membránu pod skořápkou vlhkou pro snadné oloupání. Oloupání vajíčka pod studenou tekoucí vodou je účinný způsob odstranění skořápky. Zahájení vaření vajec v horké vodě také usnadňuje loupání. Často se tvrdí, že vaření vajec v tlakovém hrnci usnadňuje jejich loupání. Dvojité slepé testování neprokázalo žádnou výhodu použití tlakového hrnce oproti vaření v páře a dále ukázalo, že zahájení vaření ve studené vodě je kontraproduktivní.

## Bezpečnost
Existuje několik alimentárních onemocnění spojených s konzumací vajec, z nichž většinu, ne-li všechny, jsou způsobeny patogenními bakteriemi. Škodlivé bakterie spojené s vejci jsou většinou rodu Salmonella. Dalšími bakteriemi schopnými růstu i při chladírenských teplotách, které byly nalezeny u maloobchodního zboží jsou Bacillus cereus a Staphylococcus aureus. Předchozí studie naznačovaly, že „úplná koagulace celého vejce“ je dostatečná k zničení bakterií rodu Salmonella, ale později bylo dokázáno, že jediným faktorem k inaktivaci nebo zničení patogenních bakterií ve vejcích je teplota. Vaření vajec při teplotě alespoň 62 °C po dobu 30 minut inaktivuje bakterie rodu Salmonella, i když Úřad pro kontrolu potravin a léčiv doporučuje vaření při teplotě 74 °C.

## Fotogalerie

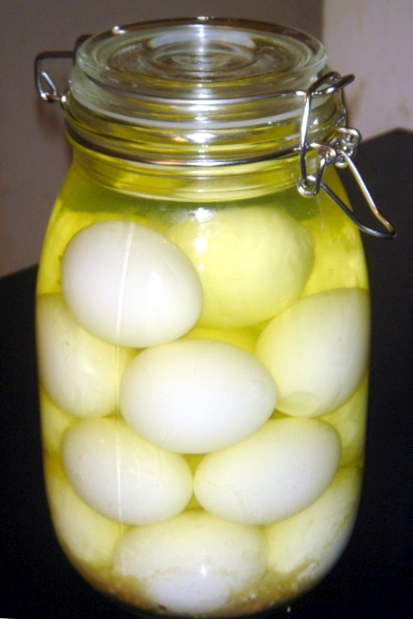
Nakládaná vejce
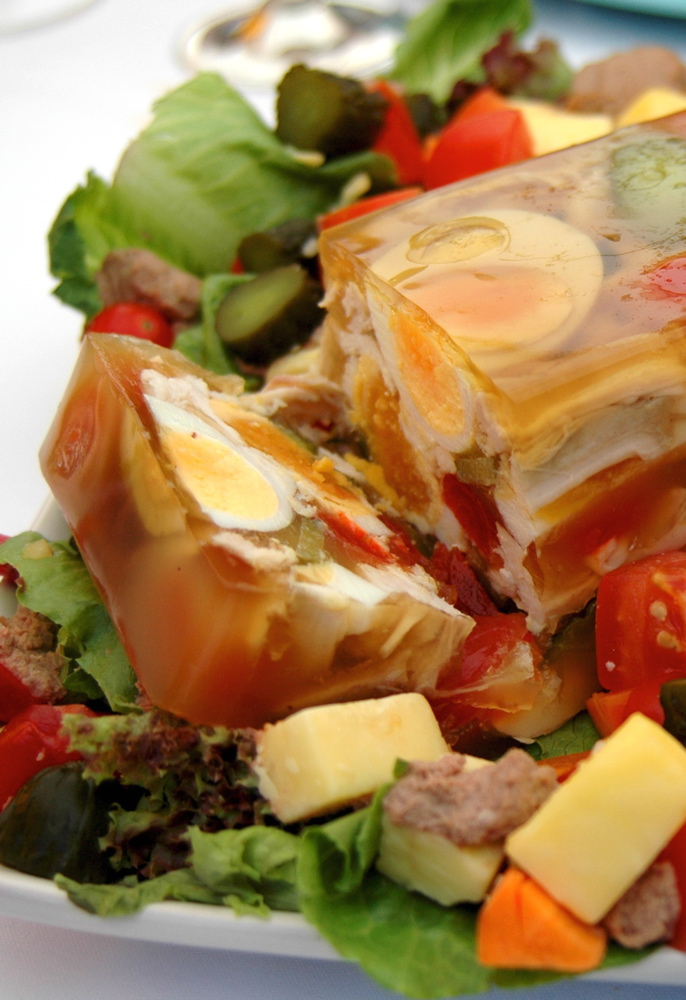
Aspik se šunkou a vařenými vejci
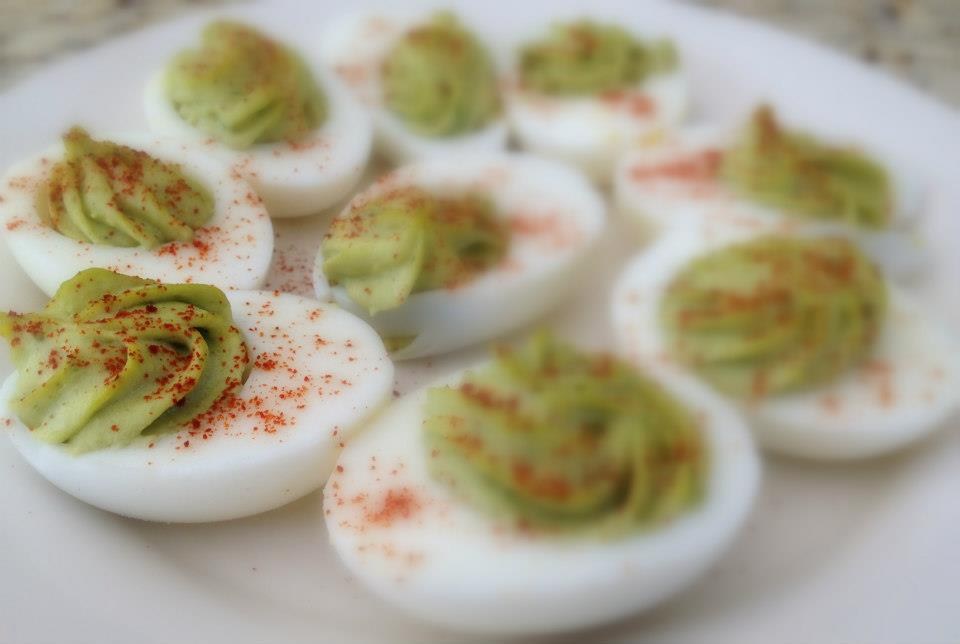
Vejce mimóza s avokádem
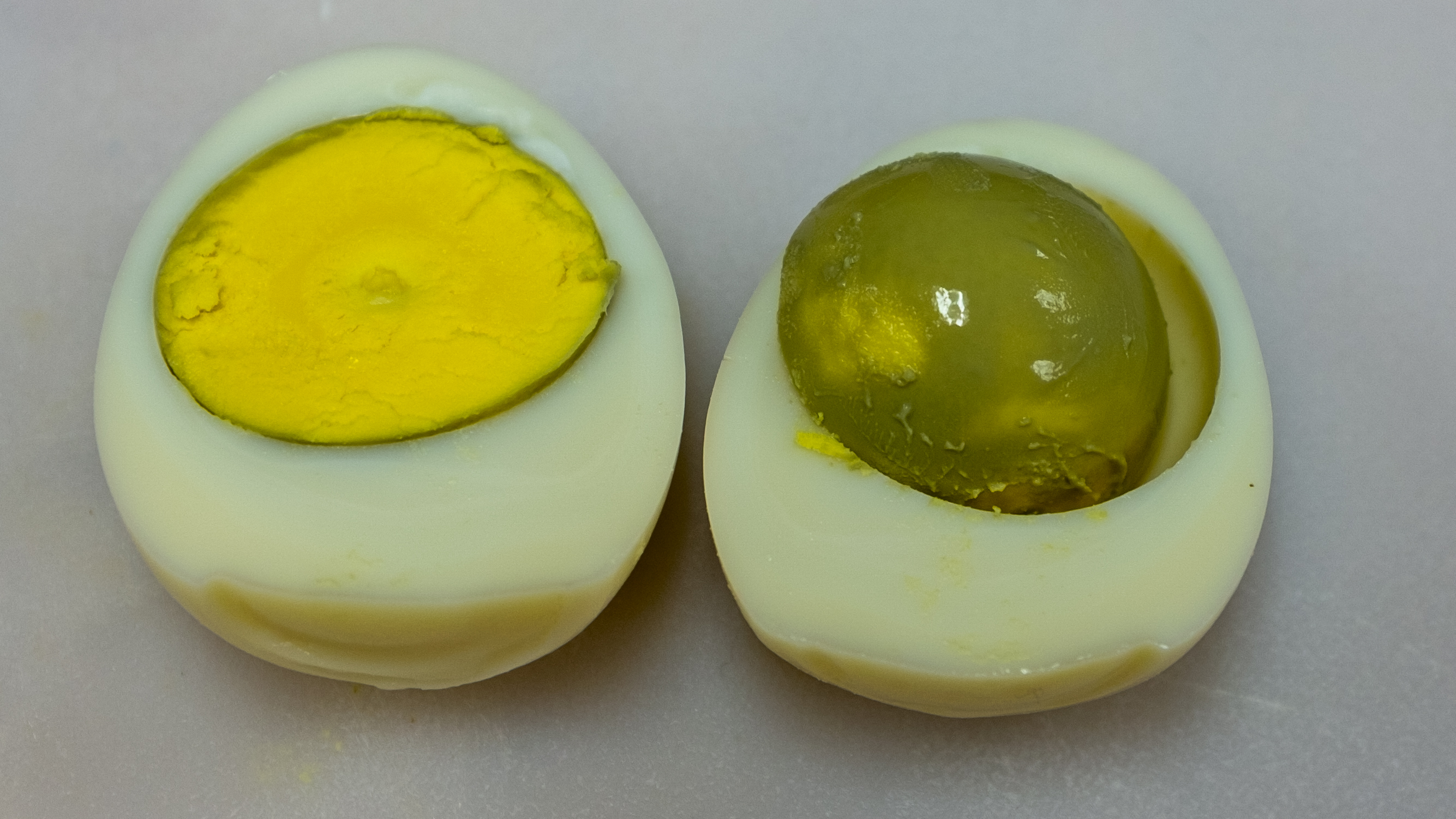
Převařené vejce se zeleným povlakem na žloutku